# Пярну (залив)
Пя́рну (Пя́рнуский зали́в, устар. Перновский; эст. Pärnu laht) — залив вдающийся в юго-западный берег Эстонии. Северо-восточная часть более крупного Рижского залива Балтийского моря.

## География

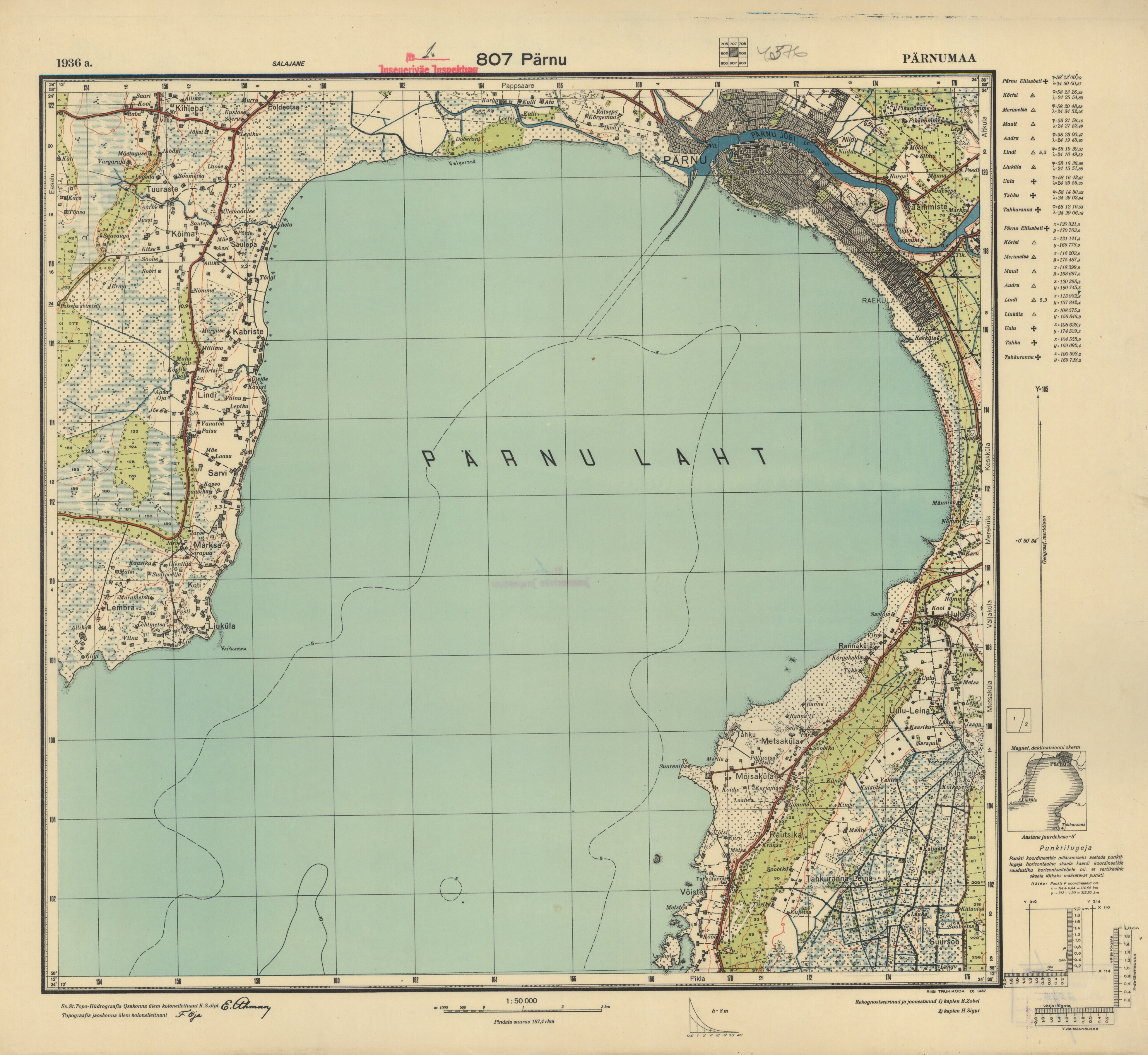
Топографическая карта окрестностей города Пярну и Пярнуского залива, 1937 г.

Залив вдаётся в сушу на 30 км, ширина у входа составляет 20 км, глубина — от 4 до 10 метров. Как и в других местах Рижского залива, берега низменные, местами песчаные. Вода летом прогревается до 18 °C, зимой её температура составляет 0-1 °C, с декабря по апрель покрыт льдом. Солёность 3-6 промилле.
В залив впадает несколько рек, крупнейшая из которых река Пярну. На заливе расположен и одноимённый город-порт.